# Jetmore, Kansas
Jetmore là một thành phố thuộc quận Hodgeman, tiểu bang Kansas, Hoa Kỳ. Năm 2010, dân số của xã này là 867 người.

## Dân số
Dân số các năm:
- Năm 2000: 903 người
- Năm 2010: 867 người